# جوان موريسي
جوان موريسي هي ترفيهية ومغنية وكاتبة أغاني ومقدمة تلفزيونية وممثلة كندية، ولدت في 23 يناير 1935 في سانت جونز في كندا، وتوفيت في 10 يناير 1978 في ماونت بيرل في كندا.

## وصلات خارجية
- الموقع الرسمي